# Volodymyr Bileka
Volodymyr Bileka (født 6. februar 1979) er en ukrainsk tidligere professionel cykelrytter.